# Зио, Франк
Франк Оливье Зио (фр. Franck Olivier Zio; род. 14 августа 1971, Уагадугу) — легкоатлет из Буркина-Фасо, специалист по прыжкам в длину и бегу на короткие дистанции. Выступал на профессиональном уровне в 1990-х и 2000-х годах, обладатель серебряной и бронзовой медалей Игр франкофонов, призёр ряда крупных международных стартов, действующий рекордсмен страны в прыжках в длину на открытом стадионе и в помещении, участник двух летних Олимпийских игр.

## Биография
Франк Зио родился 14 августа 1971 года в Уагадугу, Буркина-Фасо.
Впервые заявил о себе на международном уровне в сезоне 1988 года, когда вошёл в состав национальной сборной Буркина-Фасо и выступил в прыжках в длину на юниорском мировом первенстве в Садбери.
В 1990 году на юниорском мировом первенстве в Пловдиве выступал сразу в трёх дисциплинах: 100 метров, 200 метров, прыжок в длину.
Будучи студентом, в 1991 году представлял Буркина-Фасо в беге на 100 метров и в прыжках в длину на Всемирной Универсиаде в Шеффилде. В тех же дисциплинах стартовал на чемпионате мира в Токио.
Благодаря череде удачных выступлений в 1992 году удостоился права защищать честь страны на летних Олимпийских играх в Барселоне, причём являлся знаменосцем делегации Буркина-Фасо на церемонии открытия Игр. В итоге на предварительном квалификационном этапе прыжков в длину показал результат 7,70 метра, чего оказалось недостаточно для выхода в финальную стадию соревнований.
Должен был прыгать в длину на чемпионате мира в помещении в Торонто, но на старт здесь не вышел. Занял шестое место на Универсиаде в Буффало, выступил на чемпионате мира в Штутгарте.
В 1994 году в прыжках в длину завоевал бронзовую награду на Играх франкофонов в Париже.
В 1995 году закрыл десятку сильнейших на чемпионате мира в Гётеборге, прыгал в длину на Универсиаде в Фукуоке.
В 1996 году на зимнем чемпионате Франции в Льевене превзошёл всех соперников и установил ныне действующий национальный рекорд Буркина-Фасо в прыжках в длину в помещении — 8,06 метра. На Олимпийских играх в Атланте вновь был выбран знаменосцем, на сей раз в программе прыжков в длину провалил все три свои попытки, не показав никакого результата.
В 1997 году прыгал в длину на чемпионате мира в помещении в Париже, выиграл серебряную медаль на Играх франкофонов в Антананариву.
В 1998 году стал пятым на чемпионате Африки в Дакаре. На соревнованиях во французском Вири-Шатийон прыгнул на 8 метров ровно, данный результат по настоящее время остаётся национальным рекордом Буркина-Фасо на открытом стадионе.
В 1999 году дошёл до финала на Всеафриканских играх в Йоханнесбурге.
На протяжении 2000-х годов оставался действующим спортсменом, выступая преимущественно на коммерческих клубных турнирах во Франции.